# Gynoplistia pygmaea
Gynoplistia pygmaea är en tvåvingeart som beskrevs av Alexander 1923. Gynoplistia pygmaea ingår i släktet Gynoplistia och familjen småharkrankar. Inga underarter finns listade i Catalogue of Life.